# Брайз, Тони
Э́нтони Уи́льям Брайз (англ. Anthony William Brise), более известный как То́ни Брайз (англ. Tony Brise, 28 марта 1952 года, Эрит, Кент — 29 ноября 1975 года, Аркли, Лондон) — британский автогонщик, участник чемпионата мира по автогонкам в классе Формула-1.

## Биография
Сын автогонщика Джона Брайза. Начал заниматься картингом в возрасте 8 лет, в 1969 году стал чемпионом Великобритании по картингу. В 1971 году перешёл в Формулу-Форд, в которой в первом же сезоне стал вице-чемпионом Великобритании. На следующий год дебютировал в Формуле-3, в 1973 выиграл два основных британских чемпионата Формулы-3. В 1974 году занял второе место в гонке Формулы-3 в Монако и стартовал в Формуле-Атлантик.
В 1975 году дебютировал в Формуле-1 в команде Williams. Первым Гран-при стал Гран-при Испании. В первой же гонке финишировал седьмым, в одном шаге от зачётной зоны. Начиная с Гран-при Бельгии, выступал за команду Hill, основанную двукратным чемпионом Формулы-1 Грэмом Хиллом. Уже во второй гонке за команду, Гран-при Швеции, заработал одно очко за шестое место, которое так и осталось единственным в его карьере. Через полтора месяца после окончания сезона 1975 года Брайз вместе с остальными членами команды Hill погиб в авиакатастрофе в пригороде Лондона.

## Результаты гонок в Формуле-1
| Легенда к таблице |                                                                    |
| --- | ------------------------------------------------------------------ |
| В таблице перечислены результаты всех Гран-при Формулы-1, в которых принимал участие гонщик. Строками таблицы являются сезоны, столбцами — этапы чемпионата мира. В каждой клетке указаны сокращённое название этапа и результат, дополнительно обозначенный цветом. Расшифровка обозначений и цветов представлена в нижеследующей таблице. |                                                                    |
| \| Пример \| Описание \| \| ------------ \| ------------------------------------------------------------------ \| \| 1 \| Победитель \| \| 2 \| Второе место \| \| 3 \| Третье место \| \| 5 \| Финишировал, заработав очки \| \| Сход \| Не финишировал, но при этом заработал очки \| \| 12 \| Финишировал, не получив очков \| \| НКЛ \| Финишировал, но не попал в финальную классификацию \| \| 15 \| Участвовал вне зачёта, либо по отдельной классификации \| \| 18 \| Не финишировал, но попал в финальную классификацию \| \| Сход \| Не финишировал \| \| НКВ \| Не прошёл квалификацию \| \| НПКВ \| Не прошёл предквалификацию \| \| ДСК \| Дисквалифицирован \| \| ИСК \| Исключён из протокола соревнований \| \| ТТ \| Заявлен для участия только в тренировках \| \| НС \| Участвовал в квалификации, но не стартовал в гонке \| \| Т \| Травмирован или болен \| \| ОТК \| Отказ от участия \| \| НТР \| Прибыл на соревнования, но на трассу не выезжал \| \| НПР \| Был заявлен в числе участников, но не прибыл к началу соревнований \| \| О \| Соревнования отменены \| \| \| Не участвовал \| \| Поул-позиция \| \| \| Быстрый круг \| \| |                                                                    |
| Пример | Описание                                                           |
| 1 | Победитель                                                         |
| 2 | Второе место                                                       |
| 3 | Третье место                                                       |
| 5 | Финишировал, заработав очки                                        |
| Сход | Не финишировал, но при этом заработал очки                         |
| 12 | Финишировал, не получив очков                                      |
| НКЛ | Финишировал, но не попал в финальную классификацию                 |
| 15 | Участвовал вне зачёта, либо по отдельной классификации             |
| 18 | Не финишировал, но попал в финальную классификацию                 |
| Сход | Не финишировал                                                     |
| НКВ | Не прошёл квалификацию                                             |
| НПКВ | Не прошёл предквалификацию                                         |
| ДСК | Дисквалифицирован                                                  |
| ИСК | Исключён из протокола соревнований                                 |
| ТТ | Заявлен для участия только в тренировках                           |
| НС | Участвовал в квалификации, но не стартовал в гонке                 |
| Т | Травмирован или болен                                              |
| ОТК | Отказ от участия                                                   |
| НТР | Прибыл на соревнования, но на трассу не выезжал                    |
| НПР | Был заявлен в числе участников, но не прибыл к началу соревнований |
| О | Соревнования отменены                                              |
| | Не участвовал                                                      |
| Поул-позиция |                                                                    |
| Быстрый круг |                                                                    |

| Сезон | Команда  | Шасси         | Двигатель | Ш | 1   | 2   | 3   | 4     | 5   | 6        | 7     | 8     | 9     | 10     | 11       | 12     | 13       | 14       | Место | Очки |
| ----- | -------- | ------------- | --------- | - | --- | --- | --- | ----- | --- | -------- | ----- | ----- | ----- | ------ | -------- | ------ | -------- | -------- | ----- | ---- |
| 1975  | Williams | Williams FW03 | Cosworth  | G | АРГ | БРА | ЮАР | ИСП 7 | МОН |          |       |       |       |        |          |        |          |          | 19    | 1    |
| 1975  | Hill     | Hill GH1      | Cosworth  | G |     |     |     |       |     | БЕЛ Сход | ШВЕ 6 | НИД 7 | ФРА 7 | ВЕЛ 15 | ГЕР Сход | АВТ 15 | ИТА Сход | США Сход | 19    | 1    |